# Manuelistas
Manuelistas (Movimiento Manuelista) var en politisk fraktion i Honduras, ledd av generalen Manuel Bonilla och bestående av utbrytare från Partido Liberal de Honduras. 
Under ledning av Bonilla hölls 27 februari 1902 ett möte i Tegucigalpa tillsammans med Progressiva partiet varvid det nya Partido Nacional de Honduras bildades. Bonilla blev omedelbart efter partifusionen uppställd som det nya partiets kandidat i det honduranska presidentvalet av oktober 1902, och segrade där över den liberale motkandidaten Juan Ángel Arias Boquín.